# Okowieńszczyzna
Okowieńszczyzna – dawny zaścianek. Tereny, na których był położony, leżą obecnie na Białorusi, w obwodzie grodzieńskim, w rejonie oszmiańskim, w sielsowiecie Nowosiółki.

## Historia
W czasach zaborów zaścianek w gminie Kucewicze, w powiecie oszmiańskim, w guberni wileńskiej Imperium Rosyjskiego.
W latach 1921–1945 zaścianek leżał w Polsce, w województwie wileńskim, w powiecie oszmiańskim, w gminie Kucewicze.
W 1931 w 1 domu zamieszkiwało 10 osób.
Wierni należeli do parafii rzymskokatolickiej w Żupranach i prawosławnej w Oszmianie. Miejscowość podlegała pod Sąd Grodzki w Oszmianie i Okręgowy w Wilnie; właściwy urząd pocztowy mieścił się w Kucewiczach.